# Signe Lund (componist)
Signe Lund  of Signe-Lund-Skabo (15 april 1868 - Oslo, 6 april 1950) was een Noorse componiste en pianiste.

## Leven
Signe Lund was de dochter van luitenant-kolonel Henrik Louis Bull Lund (1838-1891), en pianist Birgitte Theodora Carlsen (1843-1913), en was de zuster van kunstenaar Henrik Lund. Ze studeerde bij Erika Nilsson, Per Winge en Iver Holter aan het conservatorium in Christiana. Later studeerde ze in Berlijn bij Wilhelm Berger en ook in Kopenhagen en Parijs. Na het voltooien van haar studie werkte ze als een leraar in Noorwegen. Ze trouwde met Jørgen Skabo en later de Franse architect George Robards.
Lund emigreerde rond 1900 naar de Verenigde Staten waar ze werkte tot 1920 in New York en Chicago als uitvoerend kunstenaar en docent. Lund ontving de King's Medal of Merit voor haar bijdragen aan de versterking van de relatie tussen de Verenigde Staten en Noorwegen.
Gedurende haar lange verblijf raakte Lund in eerste instantie politiek betrokken bij de 'Socialistische Partij' en de Non-partisan League. Later leek ze zich meer aangetrokken te voelen tot nazi-ideologieën en was ze in de periode 1935-1945 lid van de fascistische politieke partij Nasjonal Samling in Noorwegen. Na de Tweede Wereldoorlog werd Signe Lund aangeklaagd en verloor zij haar staatsburgerschap, ze keerde terug naar Noorwegen en stierf uiteindelijk in Oslo. Het eerste deel van haar biografie werd in 1946 versnipperd, het tweede deel werd niet gepubliceerd.
In de afgelopen decennia lijkt er weer meer interesse voor de persoon van Signe Lund en de kwaliteit van haar muziek. Ook werd haar autobiografie alsnog compleet uitgegeven in 2013.

## Werk
Lund composeerde een aantal werken, waaronder:
- Norske Smaastubber, Op. 15, for piano (1893)
- "Legende", from  Quatre morceaux, Op. 16, for piano (1896)
- Wahrhaftig (Et sandt Ord), Op. 28 no. 1 (Text: Heinrich Heine)
- Valse de Concert, Op. 40, for piano four-hands (1914)
- The Road to France, march (also chorus), for orchestra (1917)
- Concerto for Piano and Orchestra, Op. 63 (1931)

## Autobiografie

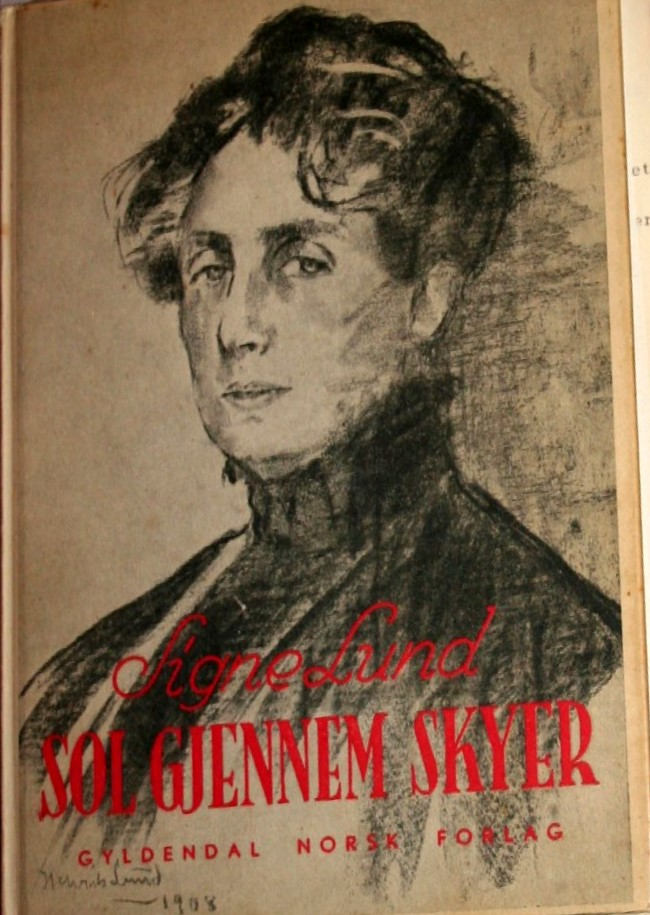
Portrettekening door haar broer Henrik Lund (1908). Hier gebruikt als omslag voor haar autobiografie uit 1944.

- Lund, Signe, Sol gjennem skyer, livserindringer (Gyldendal, Vol. I, 1944, and II, 1946) (Vol. II is pas officieel uitgegeven in 2013, zie lulu.com)

## Biografie
- Eika, B. (1983), Menneske og musiker. Masterscriptie Universiteit Oslo.

- Bibsys: 90399505
- Biblioteca Nacional de España: XX1692956
- Gemeinsame Normdatei: 11731627X
- International Standard Name Identifier: 0000 0000 7826 6723
- Library of Congress Control Number: nr97019448
- MusicBrainz: bbc5a020-50c7-485d-8bab-6469f34a99b0
- Nationale Bibliotheek van Tsjechië: xx0174888
- Nationale Bibliotheek van Israël: 987007375632305171
- Nederlandse Thesaurus van Auteursnamen: 339799374
- SNAC: w66q9cx0
- Virtual International Authority File: 87433296
- WorldCat: E39PBJmy3m69Bf9XyWTqjmg7pP